# Александър Алиев
Александър Александрович Алиев (на укр. Олександр Алієв) е украински футболист, полузащитник. Висок 1,72 м. Футболист на Рух Винники.

## Клубна кариера
Алиев е юноша на „Динамо“ (Киев). От 2002 до 2005 играе за дублиращия тим. През 2006 г. е даден под наем на „Металург“ (Запорожие). Сезон 2008/09 е най-успешният за Алиев от престоя му в „Динамо“. Той успява да се наложи като твърд титуляр и вкарва 17 гола в 44 мача във всички турнири. Появява се интерес от няколко отбора.
След множество спекулации става футболист на „Локомотив“ (Москва). Има 15 гола в 25 мача за „Локомотив“, повечето от преки свободни удари. След като треньорът на „Локомотив“ Юри Сьомин се завръща начело на „Динамо“ (Киев), се появяват слухове, че Алиев може да се завърне в родния си тим. Александър се скарва със собственичката на „Локомотив“ Олга Смородская, след като остава извън групата за подготвителния лагер на „Локомотив“.
На 3 март 2011 г. Алиев се връща в „Динамо“ и ще играе с номер 8. Халфът не успява да покаже предишната си форма и през 2012 г. е даден под наем на „Днепър“, където играе половин сезон. След връщането от наема Алиев е отстранен от първия отбор и играе за дублиращата формация на „Динамо“. През януари 2014 подписва с „Анжи“.

## Национален отбор
Дебютира в младежкия отбор на Украйна на 11 февруари 2003 г. срещу Турция (2:4). Участва на Европейското първенство за младежи до 17 г. в Дания през 2002 г., на Европейското първенство за младежи до 19 г. в Швейцария през 2004 г. и на Европейското първенство за младежи до 21 г. в Португалия.
Играе на СП '05 за младежи в Нидерландия, достига осминафинал. Бронзов медалист от ЕП '04.